# Buckhurst Hill

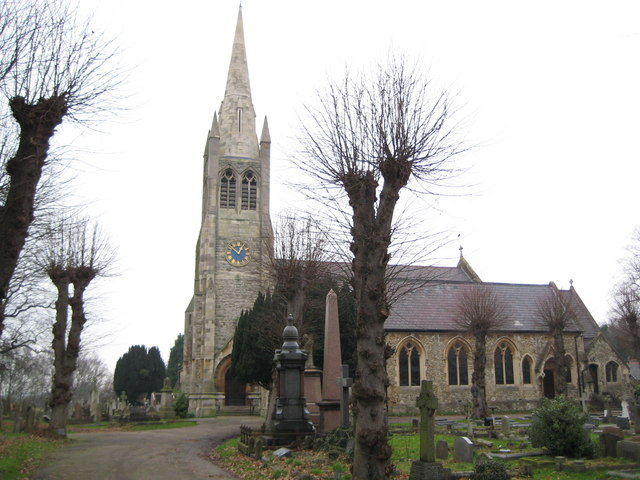

Buckhurst Hill is een civil parish in het bestuurlijke gebied Epping Forest, in het Engelse graafschap Essex. De plaats telt 11.380 inwoners.

## geboren
- Jack Straw (1946), Labourpoliticus